# Tunel Stromy
Tunel Stromy – jaskinia w Ojcowskim Parku Narodowym, w skale Sadłowa w orograficznie lewych zboczach wąwozu Koziarnia, który jest lewym odgałęzieniem Doliny Sąspowskiej. Znajduje się w obrębie wsi Sąspów w województwie małopolskim, w powiecie krakowskim, w gminie Jerzmanowice-Przeginia.

## Opis jaskini
Jaskinia Tunel Stromy znajduje się w odległości około 250 m od wylotu wąwozu Koziarnia do Doliny Sąspowskiej. Ma postać tunelu z kilkoma otworami. Dolny otwór jest największy. Ma południowo-wschodnią ekspozycję, szerokość 7 m i wysokość 4 m. Znajduje się za nim wznoszący się korytarz, który w połowie swojej długości jest częściowo przegrodzony skałami. Za przewężeniem z tych skał znajduje się salka, a w niej 4-metrowej wysokości komin zakończony górnym otworem. Główny korytarz z salki prowadzi do dwóch następnych otworów.
Nacieki w jaskini są bardzo ubogie, miejscami występują tylko niewielkie grzybki naciekowe. Namulisko jest piaszczysto-gliniaste, przy górnych otworach głównie próchniczne i przysypane nawianymi przez wiatr liśćmi.
S. Krukowski w profilu wybranego namuliska wyodrębnił 5 warstw. Znalazł w nich 28 zabytków krzemiennych, z których większość stanowiły odłupki i wióry. Wśród właściwych krzemiennych narzędzi znajdowały się: nieregularny i skręcony podtępiec, niekompletna forma zgrzebłowata, rylec węglowy boczny i drapacz. Wszystkie znalezione zostały w warstwie trzeciej, poniżej poziomu próchnicy holoceńskiej. Pochodzą ze środkowego paleocenu i neolitu. Na spodzie warstwy trzeciej S. Krukowski znalazł poroże jelenia szlachetnego.

## Nieporozumienia w nazewnictwie jaskiń
Tunel Stromy wraz z Jaskinią Sadlaną znajdują się obok siebie w tej samej skale Sadłowej. Było to przyczyną błędów w ich opisywaniu. W 1879 r. prowadził tu badania archeologiczne Ferdynand Römer. Podał, że w Jaskini Sadlanej znalazł 3 artefakty z kości, przekłuwacz kościany i fragment pochodzącej z Oceanu Indyjskiego muszli Cyprea tigris, co miałoby świadczyć o dalekosiężnej wymianie handlowej. Uwaga Römera o niewielkim stopniu eksploracji Jaskini Sadlanej wskazuje jednak, że badał on jaskinię Tunel Stromy, gdyż namulisko w Jaskini Sadlanej zostało wcześniej w większości zniszczone. W 1919 r. w Tunelu Stromym prowadził badania archeologiczne Stefan Krukowski i on również jaskinię tę opisał jako Jaskinia Sadlana. Sporządzony przez niego rysunek profilu odpowiada przekrojowi Tunelu Stromego. O tym, że badał Tunel Stromy świadczą także inne szczegóły jego opisu, wszystkie dostępne źródła i weryfikacja terenowa.